# Christine Nyatanyi
Christine Nyatanyi (* 16. Juli 1965; † 26. September 2011 in Brüssel) war eine ruandische Politikerin.

## Werdegang
Nyatanyi studierte bis 1987 Wirtschaftswissenschaft an der Nationalen Wirtschaftsuniversität Charkiw, später graduierte sie am Institut für Nationalökonomie Odessa. Nach dem Völkermord in Ruanda war sie ab 1994 für das Internationale Komitee des Roten Kreuzes tätig, ab 1997 engagierte sie sich bei der NGO Vluchtelingenwerk Vlaanderen.
Im Oktober 2003 wurde Nyatanyi nach den ersten freien Wahlen nach dem Völkermord unter Präsident Paul Kagame als Staatsministerin für soziale Angelegenheiten und Gemeinschaftsentwicklung Teil der ruandischen Regierung, bis zu ihrem Tod blieb sie im Amt. Nachdem sie sich bereits seit längerem in der Universitätsklinik der Université catholique de Louvain behandeln lassen hatte, verstarb sie dort im September 2011 im Alter von 46 Jahren nach langer Krankheit. Anfang Oktober erhielt sie ein Staatsbegräbnis auf dem Rusororfriedhof in Kabuga. Im Kabinett Ruandas folgte ihr Alvera Mukabaramba nach.